# Noomaraton
Noomaraton är en filmtävling som arrangeras av Film på Gotland, Film i Sörmland, Film i Uppland, Film i Västmanland och Film i Örebro län och startade 2000. Filmerna som tävlar ska produceras under 24 timmar och måste uppfylla ett antal kriterier. Varje år lockas omkring 400-500 deltagare till tävlingen, där man tävlar tillsammans i lag.

## Regler
Filmerna ska ha ett tema, utspela sig på tre olika platser och ska inkorporera tre olika föremål. Kriterierna varierar från år till år. Filmernas längd ska vara omkring fem minuter.